# Tymienica (gromada)
Tymienica (w 1954 obocznie Tymienica Stara; w latach 1970–72 oficjalnie: Stara Tymienica) – dawna gromada, czyli najmniejsza jednostka podziału terytorialnego Polskiej Rzeczypospolitej Ludowej w latach 1954–1972.
Gromady, z gromadzkimi radami narodowymi (GRN) jako organami władzy najniższego stopnia na wsi, funkcjonowały od reformy reorganizującej administrację wiejską przeprowadzonej jesienią 1954 do momentu ich zniesienia z dniem 1 stycznia 1973, tym samym wypierając organizację gminną w latach 1954–1972.
Gromadę Tymienica siedzibą GRN w Tymienicy (Starej) utworzono – jako jedną z 8759 gromad na obszarze Polski – w powiecie iłżeckim w woj. kieleckim, na mocy uchwały nr 13k/54 WRN w Kielcach z dnia 29 września 1954. W skład jednostki weszły obszary dotychczasowych gromad Karolów, Niemieryczów, Siekierka Nowa, Siekierka Stara, Tymienica Nowa i Zajączków ze zniesionej gminy Chotcza w tymże powiecie. Dla gromady ustalono 20 członków gromadzkiej rady narodowej.
1 stycznia 1956 gromada weszła w skład nowo utworzonego powiatu lipskiego w tymże województwie.
1 stycznia 1970 nazwę gromady Tymienica zmieniono na gromada Stara Tymienica.
Gromada przetrwała do końca 1972 roku, czyli do kolejnej reformy gminnej.